# فوكه وولف أف دبليو 300
فوك وولف أف دبليو 300 عبارة عن طائرة مدنية مقترحة بعيدة المدى وطائرة نقل وطائرة استطلاع وطائرة مضادة للسفن، صممها فوك وولف في عام 1941 و1942. كان الهدف من التصميم استبدال فوك-وولف في 200 كوندور.

## التصميم والتطوير
كان للطائرة أف دبليو 300 المقترحة هيكل طائرة مصنوعة من المعدن بالكامل، وتكوين كابول منخفض الجناح، وجسم مضغوط، يمتلك جسمًا وأنفًا محيطيًا بسلاسة، يذكرنا إلى حد ما بطائرة بوينغ ستراتولاينر في الشكل. تم توفير مساحة لما يصل إلى 50 راكبًا في حجرات فردية. كانت عدة الهبوط قابلًة للسحب. تم اقتراح أربعة محركات مترددة مثبتة على الأجنحة لقيادة الطائرة.

## المواصفات (المقترحة)
الخصائص العامة
- طاقم: eight
- طول: 32.2 م (105 قدم 8 بوصة)
- باع الجناح: 46.2 م (151 قدم 7 بوصة)
- ارتفاع: 5.6 م (18 قدم 4 بوصة)
- مساحة الجناح: 277 م2 (2,980 قدم2)
- الوزن الإجمالي: 47,500 كـغ (104,720 رطل)
- محركات: 4 × Junkers Jumo 9-222 24-cyl. 6-bank inline liquid-cooled piston engines, 1,864 كـو (2,500 حصان) الواحد

or 4 x 1,324 كـو (1,776 حصان) Daimler-Benz DB 603E inverted V-12 liquid-cooled piston engines
أداء
- السرعة القصوى: 635 كم/س (395 ميل/س؛ 343 عقدة)
- مدى: 9,000 كـم (5,592 ميل؛ 4,860 nmi)

تسليح

- مدفع رشاش: * 12 × 20 mm مدفع أم جي 151/20 cannon in six twin برج مدفعs

- Crew: eight
- Length: 32.2 m (105 ft 8 in)
- Wingspan: 46.2 m (151 ft 7 in)
- Height: 5.6 m (18 ft 4 in)
- Wing area: 277 m2 (2,980 sq ft)
- Gross weight: 47,500 kg (104,720 lb)
- Powerplant: 4 × Junkers Jumo 9-222 24-cyl. 6-bank inline liquid-cooled piston engines, 1,864 kW (2,500 hp) each

or 4 x 1,324 kW (1,776 hp) Daimler-Benz DB 603E inverted V-12 liquid-cooled piston engines
Performance
- Maximum speed: 635 km/h (395 mph, 343 kn)
- Range: 9,000 km (5,600 mi, 4,900 nmi)

Armament
- Guns: * 12 × 20 mm مدفع أم جي 151/20 cannon in six twin برج مدفع